# Wassili Fjodorowitsch Nassedkin

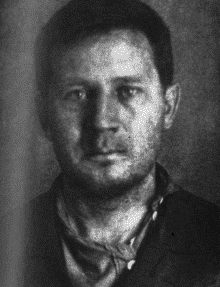
Wassili Fjodorowitsch Nassedkin (1937)

Wassili Fjodorowitsch Nassedkin (russisch Василий Фёдорович Наседкин; * 1. Januarjul. / 13. Januar 1895greg. in Berowka, Gouvernement Ufa; † 15. März 1938 in Kommunarka) war ein russischer Dichter und Schriftsteller.

## Leben
Nassedkin war bäuerlicher Abstammung. 1909–1913 besuchte er die Seminarschule in Sterlitamak. Anschließend begann er das Studium an der physikalisch-mathematischen Fakultät der Universität Moskau. Er schloss sich 1914 den Bolschewiki an. Er wechselte an die Städtische Moskauer  Schanjawski-Volksuniversität. Dort lernte er Sergei Jessenin kennen. Nach Beginn des Ersten Weltkrieges meldete er sich 1915 freiwillig zur Armee. Er geriet in deutsche Gefangenschaft, aus der er flüchten konnte. Darauf besuchte er die Alexei-Junkerschule in Moskau, wo er propagandistisch tätig wurde. 1917 beteiligte er sich aufseiten der Bolschewiki an der Oktoberrevolution als Führer einer Junkergruppe bei der Besetzung der Telegrafen-, Post- und Telefonämter. Er wurde Mitglied des Revolutionären Regimentskomitees, des Revolutionssowjets und dann Regimentskommissar. Seine ersten Gedichte erschienen 1919 in der Prawda.
Während des Russischen Bürgerkrieges war Nassedkin 1920–1923 an der Niederwerfung der Basmatschi in Turkestan beteiligt. Dort veröffentlichte er weitere Gedichte. 1921 verließ er die Partei. 1923 wurde er aus der Roten Armee entlassen und studierte an der Moskauer Brjussow-Hochschule für Literatur und Kunst. Gleichzeitig arbeitete er als außerplanmäßiger Redakteur der Zeitschrift Gorod i Derewnja und schrieb eigene Artikel. Später leitete er beim Kolchosnik die Poesie-Abteilung. 1925 heiratete er Sergei Jessenins Schwester Jekaterina Alexandrowna Jessenina (1905–1977).
1923 bis 1928 war Nassedkin Mitglied der Literatengruppe „Perewal“. Seine Arbeit war sehr von Sergei Jessenin beeinflusst. 1924–1933 veröffentlichte er seine Gedichte in fast allen sowjetischen Zeitschriften und Almanachen, so auch in Nowy Mir. 1930 schloss er sich der Allunionsorganisation der proletarischen und Kolchos-Schriftsteller an.
Wassili Nassedkin, der seit Anfang der 1920er Jahre ein klarer Gegner der Kollektivierung war, wurde Opfer der Stalinschen Säuberungen. Er wurde am 26. Oktober 1937 verhaftet und am 15. März 1938 auf dem Poligon in Kommunarka erschossen. Seine Frau wurde 1938 verhaftet und zu fünfjähriger Verbannung verurteilt. Er hatte zwei Kinder Andrei und Natalja. Seine Gedichte wurden ins Bulgarische übersetzt.
1956 wurde Nassedkin rehabilitiert.